# Dele Adebola
Dele Adebola (Lagos, 23 giugno 1975) è un ex calciatore nigeriano, con passaporto britannico, di ruolo attaccante.